# Banc Central de Malta
El Banc Central de Malta (en: Central Bank of Malta, mt: Bank Ċentrali ta’ Malta) és el banc central de la República de Malta. Va ser fundat el 17 d'abril de 1968. Al maig de 2004, Malta va entrar en la Unió Europea, i el Banc es va convertir en una entitat integrant del Sistema Europeu de Bancs Centrals. Era responsable de, entre altres coses, la producció de moneda i paper moneda de curs legal de lira maltesa, abans que Malta adoptés l'euro en 2008. El governador actual és Mario Vella, des de l'1 de juliol de 2016.